# Roger de Saint-Lary de Bellegarde
Roger de Saint-Lary de Bellegarde,  (1525 – Saluzzo, 20 dicembre 1579), è stato un militare e politico francese.
Fu uno dei favoriti del re Enrico III di Francia fin dalla sua incoronazione, avvenuta nel 1574.
Era zio di Roger II de Saint-Lary de Bellegarde, anch'egli favorito del re di Francia (Enrico IV).

## Biografia
Era figlio di Perroton (o Pierre) di Saint-Lary Comminges, barone di Bellegarde nell'Astarac, e di Margherita d'Orbessan, figlia di Pierre d'Orbessan e di Jeanne de Termes. Ella era la nipote di Paul de La Barthe de Thermes, maresciallo di Thermes (o Termes).

### Ascesa
Fu inizialmente destinato alla carriera ecclesiastica e ricevette la tonsura prima di diventare prevosto di Ulzio. Compiendo gli studi ad Avignone, dovette lasciare la città a seguito di un duello, fatto che lo portò ad abbandonare lo stato ecclesiale per entrare nella carriera delle armi nel 1553, agli ordini del suo prozio, Paul de La Barthe de Termes, in Corsica. Il 1557 lo vide in Piemonte, dove combatté agli ordini del maresciallo di Brissac e partecipò agli assedi di Valfenera, Cherasco e di Fossano.
Si legò ad Alberto Gondi, ciò che gli valse il rimprovero del prozio.
Tornato in Francia, partecipò alla battaglia di Gravelines e all'assedio di Calais, tra il 1557 e il 1558. Fu allora promosso dal prozio luogotenente della sua compagnia. Dopo la morte del prozio, ottenne dal Gondi di mantenere la luogotenenza della compagnia e partecipò all'assedio di Rouen. Alberto Gondi lo condusse a Corte e gli fece ottenere la commenda che l'Ordine di Clatrava possedeva in Francia.
Entrato nelle grazie della regina-madre Caterina de' Medici, accompagnò la Corte in Provenza durante il grand tour che ebbe inizio in marzo 1564, con il compito di assicurare la protezione al cancelliere Michel de l'Hôspital. Si recò nel 1565 a Malta, che era assediata dai Turchi. Rientrò in Italia a partire dal 1567.
Colonnello sotto Carlo IX, nel febbraio del 1569 fu nominato maresciallo di campo. Prestò servizio in Piemonte fino alla Pace di Saint-Germain del 1570.

### Matrimonio
Roger de Saint Lary fu nominato ereditiere del suo prozio, che egli aveva accompagnato nelle sue campagne dopo il suo governatorato del Piemonte. Il 20 agosto 1565 sposò con dispensa (grazie al suo protettore, il duca di Savoia) la sua zia di acquisto Margherita di Saluzzo Cardé (erede del marchesato di Saluzzo), vedova del maresciallo di Thermes, dalla quale avrà una figlia (entrata per matrimonio nel casato di Las) e un figlio, César de Saint-Lary (morto all'età di 25 anni nella battaglia di Coutras nel 1587). Lo storico Brantôme sostiene che Margherita di Saluzzo, quando si era risposata a Bellegarde, era già incinta di un suo figlio. La dispensa per il matrimonio giunse tre anni dopo.
Curiosamente, Roger de Saint Lary aveva amato la donna del suo prozio, quest'ultimo ancora vivente, ma da quando l'ebbe sposata la trattava molto male, ciò che faceva le delizie della Corte. Lo storico De Thou riferisce nelle sue memorie:
(Memorie di Jacques-Auguste de Thou)
Brantôme riferisce anche lui il cattivo trattamento che Bellegarde riservava alla sua sposa «… egli non trattava troppo bene la moglie, per praticare il proverbio:
(Proverbio citato da Brantôme)
».

### Il favore di Enrico III
Divenuto l'amico del duca d'Angiò, nel 1573 lo accompagnò all'assedio di La Rochelle, ove si distinse e fu ferito. Accompagnò poi Enrico III, allora duca di Angiò, quando fu eletto re di Polonia (1573). Alla morte di Carlo IX fu inviato appresso al duca di Savoia Emanuele Filiberto, con il quale aveva buone relazioni, per preparare il suo ritorno dall'Italia e dal Piemonte, e tornò con lui nel 1574. Primo favorito del re, destando il malcontento degli altri cortigiani, fu nominato maresciallo di Francia il 6 settembre 1574 a titolo soprannumerario, ciò che stupì i suoi contemporanei. Fece parte del Consiglio del Re.
Vendette la terra di Gensac-Savez a Luigi di Saint-Lary, signore di Frontignan. Fu nominato Gentiluomo ordinario della Casa Reale.
Essendosi guadagnata la confidenza del duca di Savoia, persuase il re Enrico III a restituire al duca le piazzeforti che la Francia possedeva ancora in Piemonte. Questa restituzione si opponeva alla politica condotta fino ad allora dalla regina madre Caterina de' Medici.
Respinto da tutti, perse il favore del re alla fine dell'anno. Fu allontanato dalla Corte e nominato nel Delfinato, ove partecipò alla riconquista dei posti, ma fallì di fronte a Livron-sur-Drôme.

### Allontanamento e tradimento
La regina madre, che diffidava della sua influenza sul re, lo fece nominare ambasciatore di Francia in Polonia nel 1575, ma egli si rifiutò di andarci e si rifugiò presso il duca di Savoia, del quale era "gran servitore e buon amico", con il pretesto di "motivi di salute".
Tornato in Francia, nel 1577 ottenne il comando dell'esercito in Linguadoca, alla pari con il maresciallo di Damville. Essi combatterono contro i protestanti e assediarono Nîmes. Tuttavia i due si scontrarono presto e Saint-Lary si avvicinò al Lesdiguières e ai protestanti del Delfinato.
Nel 1578 fu nominato Cavaliere dell'Ordine dello Spirito Santo.
Il re gli aveva promesso il governo di Saluzzo prima di ritrattare in favore di Charles de Birague, cugino germano del cancelliere.
Dopo la morte del maresciallo di Montmorency, il Bellegarde, non avendo potuto ottenere il titolo di maresciallo di Francia (che verrà concesso a Jacques II de Goyon de Matignon), ritenne di essere mal ricompensato per la sua fedeltà dal re e decise allora di conquistare la piazza di Saluzzo con l'aiuto del duca di Savoia e di Lesdiguières. Egli reclutò un'armata nel Delfinato e l'operazione gli riuscì nel giugno 1579. La regina madre si recò nel Delfinato per ottenere da Bellegarde il ritiro da Saluzzo, servendosi della mediazione di Lesdiguières e poi di quella del duca di Savoia. Essi s'incontrarono il 17 ottobre a Montluel. Caterina de' Medici ottenne una dichiarazione di fedeltà al re da parte di Bellegarde, in cambio del governo di Saluzzo. Per ottenere la pacificazione del Delfinato, il re dovette accettare.
Bellegarde morì nel dicembre 1579, avvelenato, a quanto si crede, da Caterina de' Medici.
Si disse che fosse stato lui a ordinare l'omicidio, con un colpo di pistola, nella sua casa di Beaucaire il lunedì 13 gennaio 1578, di Jean de Fons, guardia dei sigilli nel presidiale di Nîmes, poiché si era invaghito della di lui consorte, la bellissima Louise Dandron (o D'Andron).